# Landkreis Leipzig
Landkreis Leipzig – powiat w Niemczech, w kraju związkowym Saksonia, został utworzony 1 sierpnia 2008 w związku z reformą administracyjną. Do 29 lutego 2012 należał do okręgu administracyjnego Lipsk.
W skład nowo utworzonego powiatu wchodzą byłe powiaty Muldentalkreis i Leipziger Land. Siedzibą jest miasto Borna.
Powiat ma powierzchnię 1 651,3 km², teren ten zamieszkuje 257 763 osoby (stan na 31 grudnia 2018).

## Podział administracyjny
W skład powiatu Lipsk wchodzi:
- 19 miast (Stadtgemeinde)
- jedenaście gmin (Gemeinde)
- cztery wspólnoty administracyjne (Verwaltungsgemeinschaft)

| Lp. | Nazwa miasta     | Ludność (31.12.2009) | Powierzchnia km² |
| --- | ---------------- | -------------------- | ---------------- |
| 1   | Bad Lausick      | 8.553                | 69,79            |
| 2   | Borna            | 20.920               | 62,36            |
| 3   | Böhlen           | 6.899                | 24,55            |
| 4   | Brandis          | 9.567                | 34,81            |
| 5   | Colditz          | 9.445                | 83,55            |
| 6   | Frohburg         | 13.900               | 144,78           |
| 7   | Geithain         | 7.098                | 54,71            |
| 8   | Grimma           | 30.071               | 217,38           |
| 9   | Groitzsch        | 8.155                | 70,07            |
| 10  | Kitzscher        | 5.615                | 28,99            |
| 11  | Markkleeberg     | 24.254               | 31,35            |
| 12  | Markranstädt     | 15.081               | 58,56            |
| 13  | Naunhof          | 8.567                | 39,49            |
| 14  | Pegau            | 6.483                | 48,61            |
| 15  | Regis-Breitingen | 4.145                | 26,35            |
| 16  | Rötha            | 6.470                | 46,04            |
| 17  | Trebsen/Mulde    | 4.164                | 35,03            |
| 18  | Wurzen           | 16.959               | 68,79            |
| 19  | Zwenkau          | 8.776                | 46,21            |

| Lp. | Nazwa gminy    | Ludność (31.12.2009) | Powierzchnia km² |
| --- | -------------- | -------------------- | ---------------- |
| 1   | Belgershain    | 3.414                | 22,77            |
| 2   | Bennewitz      | 5.165                | 46,65            |
| 3   | Borsdorf       | 8.224                | 15,57            |
| 4   | Elstertrebnitz | 1.395                | 11,66            |
| 5   | Großpösna      | 5.458                | 41,41            |
| 6   | Lossatal       | 6.537                | 110,81           |
| 7   | Machern        | 6.723                | 38,87            |
| 8   | Neukieritzsch  | 7.644                | 56,96            |
| 9   | Otterwisch     | 1.475                | 22,74            |
| 10  | Parthenstein   | 3.708                | 34,96            |
| 11  | Thallwitz      | 3.728                | 53,00            |

Wspólnoty administracyjne:
| Lp. | Nazwa wspólnoty administracyjnej | Ludność (31.12.2009) | Powierzchnia km² | Liczba gmin |
| --- | -------------------------------- | -------------------- | ---------------- | ----------- |
| 1   | Bad Lausick                      | 10.028               | 92,53            | 2           |
| 2   | Geithain                         | 7.688                | 54,62            | 2           |
| 3   | Naunhof                          | 15.689               | 97,22            | 3           |
| 4   | Pegau                            | 7.962                | 60,21            | 2           |

## Zmiany administracyjne
- 1 sierpnia 2015
  - rozwiązanie wspólnoty administracyjnej Rötha
- 1 lipca 2017
  - rozwiązanie wspólnoty administracyjnej Gaithain
- 1 stycznia 2018
  - przyłączenie miasta Kohren-Sahlis do miasta Frohburg